# Edward Douglass White, Sr.
Pour son fils, voir Edward Douglass White.
Pour les articles homonymes, voir White.
Edward Douglass White, né le 3 mars 1795 dans le comté de Maury (Tennessee) et mort le 18 avril 1847 à La Nouvelle-Orléans, est un gouverneur de Louisiane et un membre de la Chambre des représentants des États-Unis.

## Biographie
Edwars Douglass White fit des études de droit à l'université de Nashville. Il commença sa carrière judiciaire à Donaldsonville en Louisiane. Il devint ensuite juge dans la paroisse de l'Ascension, puis au tribunal municipal de La Nouvelle-Orléans en 1825.
Il fut membre, au sein du Parti Whig, de la Chambre des représentants des États-Unis sur deux périodes séparées par sa fonction de gouverneur de la Louisiane ; la première période de 1829 à 1834, puis la seconde de 1839 à 1843.
Edward Douglass White devint gouverneur de la Louisiane du 4 février 1835 au 4 février 1839.
Son fils, Edward Douglass White devint juge à la Cour suprême des États-Unis et sénateur.